# Édouard Barthès
Pour les articles homonymes, voir Barthès.
Édouard Barthès, né en septembre 1990 à Mazamet, est un entrepreneur français. 
Il a fondé et dirige EBS Energie, un groupe axé sur la performance énergétique. Il est aussi à la tête du syndicat professionnel Symbiote, se spécialisant dans des initiatives liées à l'écologie et à la durabilité.

## Parcours professionnel
Originaire de Mazamet, il fait un BTS management au lycée Notre-Dame. Pendant son alternance chez Worex, une filiale d’Esso à Albi, il s’intéresse au marché des certificats d'économies d'énergie,.

### EBS Energie
En 2014, à 23 ans, il fonde EBS Isolation, devenue EBS Energie, entreprise spécialisée dans les travaux de rénovation énergétique financées par les CEE,. En 2016, l’entreprise installe son siège social dans les anciens locaux de la Banque de France à Castres. En 2022, il lance EBS Mobilité, commercialisant Tym Scooter, une marque de scooter électrique.
En 2023, Édouard Barthès cède les sociétés du Groupe EBS à l’entreprise KparK, avant d’annoncer, en 2025, sa reprise de l’entreprise,. Il entend désormais recentrer toutes les activités liées à la mobilité et à l’isolation sous une entité unique : EBS Energie.
EBS Energie, qui a accompagné plus de 250 000 clients pour plus d’un milliard d’euros de primes CEE, emploie désormais 70 salariés, répartis entre Castres (environ 50 personnes) et Paris, et collabore avec 1 500 entreprises partenaires,. 
En 2024, EBS Energie réalise 490 millions d’euros de chiffre d’affaires, et vise à doubler ce chiffre d’ici 2030, en générant 50 à 60 térawattheures cumulées d’économies d’énergie par an pendant 5 ans,.

### Activités syndicales
En 2018, il s'allie avec Bernard Bourigeaud, Éric Besson et Fabio Rinaldi pour créer Symbiote (250 adhérents), un syndicat professionnel dans la transition énergétique. 

## Médias
En 2023, Édouard Barthès anime une émission d'écologie de 25 minutes intitulée « Le Déclic! » sur Maison&Travaux TV et C8. Conçue avec Cécile de Menibus, elle est centrée sur l'écologie, produite par C2M Entertainment et soutenue par le syndicat Symbiote.
Il interviewe entre autres Jean-Jacques Bourdin, François de Rugy, Fabien Roussel, Claude Bartolone, et Christian Gollier.

## Distinctions
En 2016, il fait partie des 30 under 30 Europe de l'industrie du magazine Forbes,.

## Liens
- Émission télévisée intitulée "Le Déclic!